# Villa Elisa (Paraguay)
Pour les articles homonymes, voir Villa Elisa.
Villa Elisa est une ville du département Central au Paraguay, dans la banlieue sud de la capitale Asuncion.
La population était de 53 166 habitants en 2008.

## Histoire
La ville a été fondée en 1938.
L'écrivain Cristian Gonzalez Safstrand y est né en 1947.